# Jacqueline (Gerard Cox)
Jacqueline is voor zover bekend de eerste single van Gerard Cox. Hij nam de liedjes Jacqueline en De mensenbel op voor de Studenten Grammofoonplaten Industrie, dat werd geperst bij en gedistribueerd door His Master's Voice. Het ging dan voornamelijk om cabaretachtige liedjes in de trant van Jaap Fischer, Hans van Deventer en een vroege Paul van Vliet. Destijds vond men dat Cox het niet moest hebben van leuke liedjes, maar meer van "kleine poëzie".
Cox bezingt zijn liefde voor deze Jacqueline (“Niets is zo mooi als Jacqueline). Hij wil een vaste relatie; Jacqueline echter is van het artistieke type en ziet meer in wisselende contacten (“je moet niet denken dat ik van je hou; ik kus je alleen omdat ik niets anders heb te doen”) . 